# Apistogramma linkei
Apistogramma linkei (dt. Gelbbrust-Apistogramma), erstmals beschrieben von Ingo Koslowski im Jahre 1985, ist eine Art der Buntbarsche (Cichlidae) und zählt zur Gattung Apistogramma. Sie wurde zu Ehren von Horst Linke, einem Autor, Züchter und Sammler, benannt, welcher unter anderem Material für die Erstbeschreibung lieferte.

## Merkmale
Während Männchen bis zu 7 cm groß werden, bleiben die Weibchen mit 4 cm deutlich kleiner. Männchen zeichnen sich durch eine kräftig dottergelbe Brust und üppige Beflossung mit bis zur Mitte der Schwanzflosse (Kaudale) verlängerten Weichstrahlen an Rücken und Afterflosse aus. Die Kaudale ist fächerförmig gebogen und ihre Größe wird erst im aufgestellten Zustand (z. B. Drohverhalten) deutlich. Weißliche Kehle, hell olivfarbene obere und zart blaue untere Körperhälfte, Körper teilweise mit undeutlicher, dunkler Längsbinde. Weibchen sind gräulich gefärbt. Während der Balz- und Paarungszeit weisen sie eine blassgelbe Grundfärbung mit weißem Bauch und weißer Kehle, Fleckenmuster, eine schwarze Wangenbinde über dem Kopf, einen kräftigen Kaudalfleck und schwarze Vorderstrahlen an Rücken- und Schwanzflossen auf.

## Fortpflanzung
Die Weibchen von Apistogramma linkei befestigen ihre Eier an der Decke einer Bruthöhle, wo sie von einem Männchen durch Zufecheln ihrer Spermien befruchtet werden. Die Männchen haben häufig Anteil an der Brutpflege von Eiern und Larven. Das Gelege kann einen Umfang von bis zu 150 Eier annehmen.

## Nahrung
Apistogramma linkei ernährt sich grundsätzlich omnivor (allesfressend), bevorzugt jedoch tierische Nahrung.

## Verbreitung
Das Verbreitungsgebiet erstreckt sich über das zentrale Tiefland im Osten Boliviens, um die Städte Trinidad im Norden und Santa Cruz im Süden. Bevorzugte Biotope sind Restwassertümpel, Gräben und Bäche mit Schwimmpflanzenbewuchs. Der Säuregrad (pH-Wert) des Wassers liegt zwischen 6,6 und 7,8. Allgemein ist die Spezies in Biotopen mit unterschiedlichen Wasserwerten anzutreffen, dementsprechend zeichnet sie sich, im Verhältnis zu anderen Arten der Gattung, durch relativ gute Anpassungsfähigkeit aus, was sie auch für die Aquaristik interessant macht.